# فواز الكرمي
فواز زهير محمود سعيد علي منصور الكرمي (1950 – )، عالم وبروفيسور أردني فلسطيني في مجال هندسة الطاقة الكهربائية، وُلِدَ في مدينة طولكرم بفلسطين، وعمل في عددٍ من المناصب والمواقع العلمية والعملية في مجال الطاقة في الأردن وفلسطين والكويت والولايات المتحدة الأمريكية، واختاره الأردن لتولي ملف مفاوضات الطاقة في مباحثات السلام الأردنية الإسرائيلية عام 1994، وهو حاصل وسام الاستقلال الأردني من الدرجة الأولى العليا.

## نشأته وتحصيله العلمي
وُلِدَ فواز زهير محمود سعيد علي منصور الكرمي في مدينة طولكرم بفلسطين عام 1950، وكان والده زهير الكرمي في ذلك العام 1950 وما بعدهُ يعملُ مراقبًا عامًا لمستشفى الجهاد الوطني في مدينة طولكرم ومُدرسًا للغة الإنجليزية في معهد خضوري بالمدينة، ولاحقًا انتقل فواز إلى الكويت برفقة والده.
درس فواز تعليمه الابتدائي والإعدادي والثانوي في مدارس الكويت، وأنهى الثانوية العامة عام 1968، ثم التحق في ذات العام 1968 للدراسة بجامعة البوسفور في تركيا التي حصل منها عام 1973 على درجة البكالوريوس في الهندسة الكهربائية، وفي عام 1978 حصل على درجة الماجستير في الهندسة الكهربائية من جامعة تكساس إيه آند إم في الولايات المتحدة الأمريكية، ثم نال درجة الدكتوراه في الهندسة الكهربائية من ذات الجامعة في الولايات المتحدة عام 1981.

## حياته العملية
عمل في مناصب حكوميةٍ وشبه حكوميةٍ وخاصةٍ لمدةٍ تزيد عن 35 عامًا في الأردن وسبعة أعوام في الكويت والولايات المتحدة الأمريكية، حيث عمل خلال فترة الثمانيات رئيسًا لقسم التصميم في دائرة التخطيط بسلطة الكهرباء الأردنية، وكان عام 1986 رئيسًا للفريق الأردني المشارك في دراسة الأحمال الكهربائية بالأردن، وساهم في تخطيط وإنشاء محطة توليد كهرباء العقبة الحرارية، ثم أصبح في أواخر الثمانينات مديرًا عامًا للتخطيط في سلطة الكهرباء الأردنية.
وخلال بداية التسعينات عمل مديرًا لقطاع الطاقة في المجلس الأعلى للعلوم والتكنولوجيا في الأردن، وتولى منصب الأمين العام للمجلس بالوكالة عامي 1990 و1991، كما عمل مديرًا لقطاع الصناعة والثروة المعدنية في ذات المجلس. وعمل مديرًا عامًا لشركة "MMIS Management Consultants" في الأردن، ومديرًا عامًا بالإنابة "لشركة فلسطين للاستثمار الصناعي" في فلسطين.
وفي عام 1994 اختاره الأردن لتولي ملف مفاوضات الطاقة في مباحثات السلام الأردنية الإسرائيلية.
عمل منذ مارس 2011 مستشارًا في المركز الوطني للبحث والتطوير في الأردن، ثم عاد للعمل بالأمانة العامة للمجلس الأعلى للعلوم والتكنولوجيا بالأردن، ومنذ أكتوبر 2013 يشغل منصب الأمين العام المساعد للشؤون العلمية والتكنولوجية في ذات المجلس، كما تولى منصب القائم بأعمال أمين عام المجلس.
عمل أستاذًا جامعيًا للهندسة الكهربائية في الأردن، فكان عميدًا لكلية الهندسة في جامعة عمان الأهلية، وأستاذًا في جامعة الأميرة سمية للتكنولوجيا. كما عمل خبيرًا للطاقة لدى عددٍ من المنظمات الدولية والإقليمية والمحلية، من أبرزها البنك الدولي وبرنامج الأمم المتحدة الإنمائي والاتحاد الأوروبي وغيرها.
يُعد الكرمي من أبرز الباحثين الأكاديميين الأردنيين، كما اختير عضوًا في الجمعية العمومية للجنة الوطنية الأردنية للتربية والثقافة والعلوم، وشارك وتولى رئاسة مؤتمراتٍ علميةٍ دولية وإقليمية ومحلية حول الطاقة والتكنولوجيا، كما شارك في التمثيل الرسمي للأردن لدى لجنة الأمم المتحدة الاقتصادية والاجتماعية لغرب آسيا "الإسكوا" التابعة للأمم المتحدة.
هو عضو بارز في معهد مهندسي الكهرباء والإلكترونيات الدولي، ويحمل صفة مهندس برتبة "خبير" لدى نقابة المهندسين الأردنيين، كما يحمل صفة "مهندس معتمد" لدى معهد مهندسي الكهرباء والإلكترونيات الدولي، وهو أيضًا عضو في معهد مستشاري الإدارة الأمريكي [الإنجليزية] ويحمل من المعهد لقب مستشار إدارة معتمد، وعضو في عددٍ آخرٍ من الجمعيات والمنظمات المهنية الدولية، وعضو في لجان تحرير مجلات ودوريات علمية عالمية.

## عائلته وحياته الشخصية
فواز الكرمي وهو من عائلة «الكرمي» المعروفة بمدينة طولكرم بفلسطين؛ وعائلته وأقاربه البارزين من جهة والده هم كالتالي:
- والده: الباحث العلمي زهير الكرمي.
- أشقاؤه: البروفيسور الطبيب "محمود الكرمي" وهو أستاذ واستشاري جراحة الأعصاب والدماغ، وأستاذ الهندسة الحيوية "علي الكرمي" الذي شغل منصب نائب رئيس الجامعة الهاشمية بالأردن، والطبيب "معتز الكرمي" وهو استشاري الجراحة التجميلية والترميمية.
- جده: الأديب محمود الكرمي.
- أخوة جده: الشاعر عبد الكريم الكرمي (أبو سلمى)، والأديب حسن الكرمي، والسياسي عبد الغني الكرمي، والأديب أحمد شاكر الكرمي.
- والد جده: العلامة سعيد بن علي الكرمي.
- جد جده: الشيخ الفقيه علي بن منصور الكرمي.
- أبناء عم والده: الشاعر طارق الكرمي، والكاتبة غادة الكرمي، والمذيعة سهام الكرمي، والطبيب سعيد الكرمي الثاني.

شجرة عائلة الكرمي.

## مؤلفاته
له مجموعة من المؤلفات العلمية في مجال الطاقة، من أبرزها:
- «Information Technology in Power System Planning and Operation under Deregulated Markets: Case Studies and Lessons Learnt» (تكنولوجيا المعلومات في تخطيط وتشغيل أنظمة الطاقة في ظل الأسواق غير المنظمة: دراسات الحالة والدروس المستفادة)، باللغة الإنجليزية، صدر عام 2010.[27]

- «Power System Planning Technologies and Applications: Concepts, Solutions and Management» (تقنيات وتطبيقات تخطيط أنظمة الطاقة: المفاهيم والحلول والإدارة)، باللغة الإنجليزية، بالاشتراك مع نزيه أبو شيخة، صدر عام 2012.[28]

## أوسمة وتكريمات
حاصل على العديد من الجوائز والتكريمات، منها:
- وسام الاستقلال الأردني من الدرجة الأولى العليا، وهو من أرفع الأوسمة الملكية الأردنية، وقد منحه إياه الملك الأردني وذلك تقديرًا لمسيرته العلمية ولمشاركته في مباحثات السلام الأردنية الإسرائيلية عام 1994.[2]

- كرمته جامعة الزرقاء في 10 أبريل 2019، وذلك تقديرًا لجهوده البحثية العلمية.[29][30]

## وصلات خارجية
- السيرة الذاتية لفواز الكرمي، موقع المجلس الأعلى الأردني للعلوم والتكنولوجيا

- Fawwaz Z El-Karmi, Journal of Fundamentals of Renewable Energy and Applications

- Fawwaz Elkarmi, IGI Global Scientific Publishing

- فواز الكرمي على موقع المكتبة المفتوحة (الإنجليزية)